# Judith Insell
Judith Insell (nebo též Judith Insell-Staack) je americká violistka.

## Život a kariéra
Pochází z New Yorku a studovala na Manhattan School of Music. V devadesátých letech působila v souboru Soldier String Quartet. V roce 1996 nahrála spolu s dalšími hudebníky (mj. některými členy Soldier String Quartet) originální hudbu skladatele Johna Calea pro film Střelila jsem Andyho Warhola. Jako členka souboru Soldier String Quartet rovněž doprovázela Johna Calea při koncertech.
Během své kariéry spolupracovala s mnoha dalšími hudebníky, mezi něž patří například Elliott Sharp, Steve Coleman a Lee Konitz. V roce 2008 vydala společné album s kontrabasistou Joem Fondou nazvané Dark Wood Explorations. Rovněž se věnovala pedagogické činnosti. V roce 1998 se provdala za učitele Petera Christophera Staacka. Rovněž přispívala do internetových stránek All About Jazz.